# Alfred Arndt
Alfred Arndt (Elbing, Prusia Occidental, 26 de noviembre de 1898 - Darmstadt, 7 de octubre de 1976) fue un arquitecto alemán, alumno y profesor de la Bauhaus de Dessau entre 1929 y 1932, casado con la fotógrafa Gertrud Arndt. Su ciudad natal es hoy en día parte de Polonia.

## Biografía
Alfred Arndt estudió en la Bauhaus de Weimar entre 1921 y 1926. Allí, asistió a clases de Paul Klee, Wassily Kandinsky y Oskar Schlemmer. Muy joven, fue llamado a filas y participó como soldado en la Primera Guerra Mundial.
En el año 1927 se casó con la fotógrafa Gertrud Arndt, también alumna de la Bauhaus, y se mudaron a Probstzella, donde se le encargó la construcción de la Casa del Pueblo. Tuvieron dos hijos.
Invitado por el arquitecto Hannes Meyer, en 1929 regresó a la Bauhaus como director del taller de construcción en el área de metal, carpintería y pintura. Impartió construcción, diseño y perspectiva. En Dessau, la familia Arndt se alojó en la residencia de profesores de la avenida Burgkühnauer.

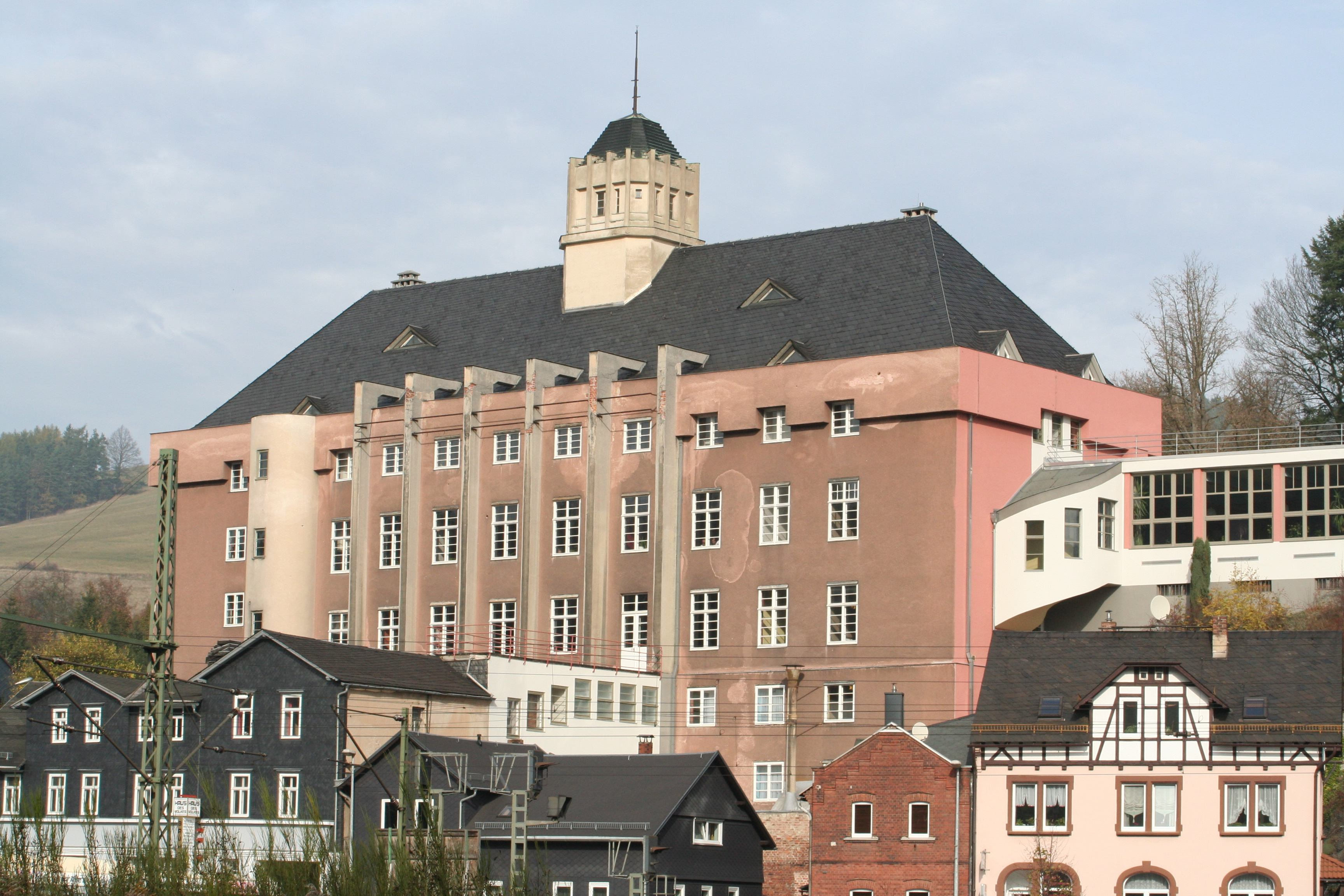
Casa del pueblo de Probstzella, concebida como hotel

En 1932, tras el cierre de la Bauhaus por los nazis regresó a Probstzella, donde se afilió al partido nazi y fue su jefe de propaganda. Todavía en la zona de influencia rusa, entre 1945 y 1947 trabajó como consejero municipal de la construcción en Jena, pero en 1948 la familia se mudó definitivamente a Darmstadt, en la nueva República Federal Alemana.
Su obra Casa del Pueblo de Probstzella y el correspondiente Hotelpark se convirtieron en la construcción más grande de Turingia.

## Exposiciones
- Gerhard Leistner: Alfred Arndt y Gertrud Arndt: dos artistas de la Bauhaus. Museo Ostdeutsche Galerie Regensburg, 8. Junio-14. Julio de 1991. Das Museum Regensburg, 1991, ISBN 978-3-89188-056-2.